# 소양호
소양호(昭陽湖, Lake Soyang)는 소양강 댐의 축조로 형성된 한반도 최대 규모의 호수로, 강원특별자치도 춘천시 · 양구군 · 인제군에 두루 걸쳐있다. 유역 면적 2,703km2, 총 저수량은 약 29억 톤(ton)에 달한다. ‘내륙의 바다’라는 별칭을 가지고 있으며, 한강 하류에 위치한 수도권 지역의 핵심 수자원으로 기능을 한다.

## 유람선

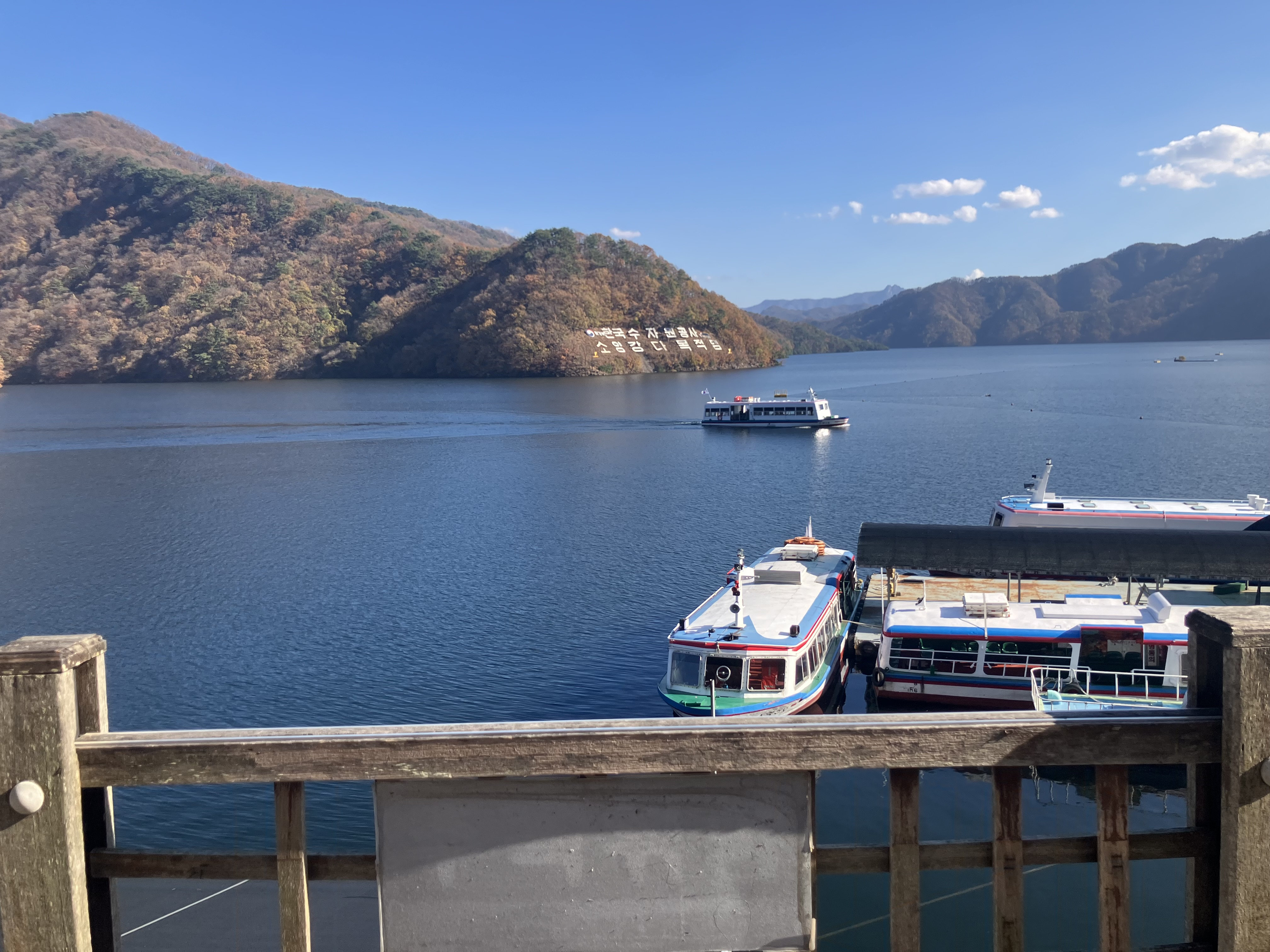
소양호 유람선

- 소양호 전체를 한 바퀴 도는 2층 유람선 : 40분 소요. 가격 1만 원(왕복)
- 소양호에서 청평사 쪽으로 바로 가는 1층 유람선 : 10분 소요, 가격 6천원(왕복, 2011.08.23 기준)

## 안개
춘천시는 소양강댐 건설로 인공호수인 소양호가 생긴 이후 안개 발생 빈도가 높아졌다. 이종범(1981)에 의하면 소양강댐 건설로 인해 안개 발생 일수가 댐 건설 이전의 연평균 28.7일에서 1974~1978년까지 5년간 연평균 78.6일로 50일이나 증가했다. 특히 봄과 여름에 소양호로부터 상대적으로 차가운 물이 흘러들어와 안개 발생에 영향을 주었다. 김만구 외(1998)는 1996~1997년 춘천시의 안개를 관측하고 안개 중에 황산염, 질산염, 염소 이온, 칼슘 이온, 암모늄 이온, 칼륨 이온이 있음을 보고하였다. 안개의 수소 이온 농도(pH)는 4.1~7.0으로 산성이며 전기 전도도를 기준으로 한 수용성 오염물질 농도는 강우 시보다 26배 높았다. 그리고 1981년부터 1983년까지 춘천의 안개일수가 현저히 감소했는데 이는 의암호가 완전 방류되어 찬 물이 머무르는 시간이 짧아졌기 때문이다. 이화운 외(2005)에 의하면 춘천시에서 발생한 안개 중 비강수일에 발생한 평균 안개 발생일은 가을과 겨울에 가장 많으며 특히 가을철에 전체 안개의 50% 이상이 발생하였다. 안개의 평균 지속시간은 겨울에 4시간 이상, 여름에 2시간 이하이며 대개 오전 7시 이전에 발생하고 겨울에는 야간에도 발생하는 경우가 있다. 소양댐의 방류량이 많은 해에 안개 발생 일수가 많으며 안개 발생 시 온도와 이슬점 온도의 편차는 2~4°C이다. 백승주 외(2007)에 의하면 춘천시의 가을 및 겨울철 안개 발생률이 75%를 차지하며 10월이 안개 발생 최빈월로 드러났으며 이는 소양댐 방류 일수와 밀접한 관련된다. 안개는 상대습도 90~95%에서 대개 오전 7시 이전에 발생하며 늦가을과 겨울에는 야간에도 다소 발생한다.

## 갤러리

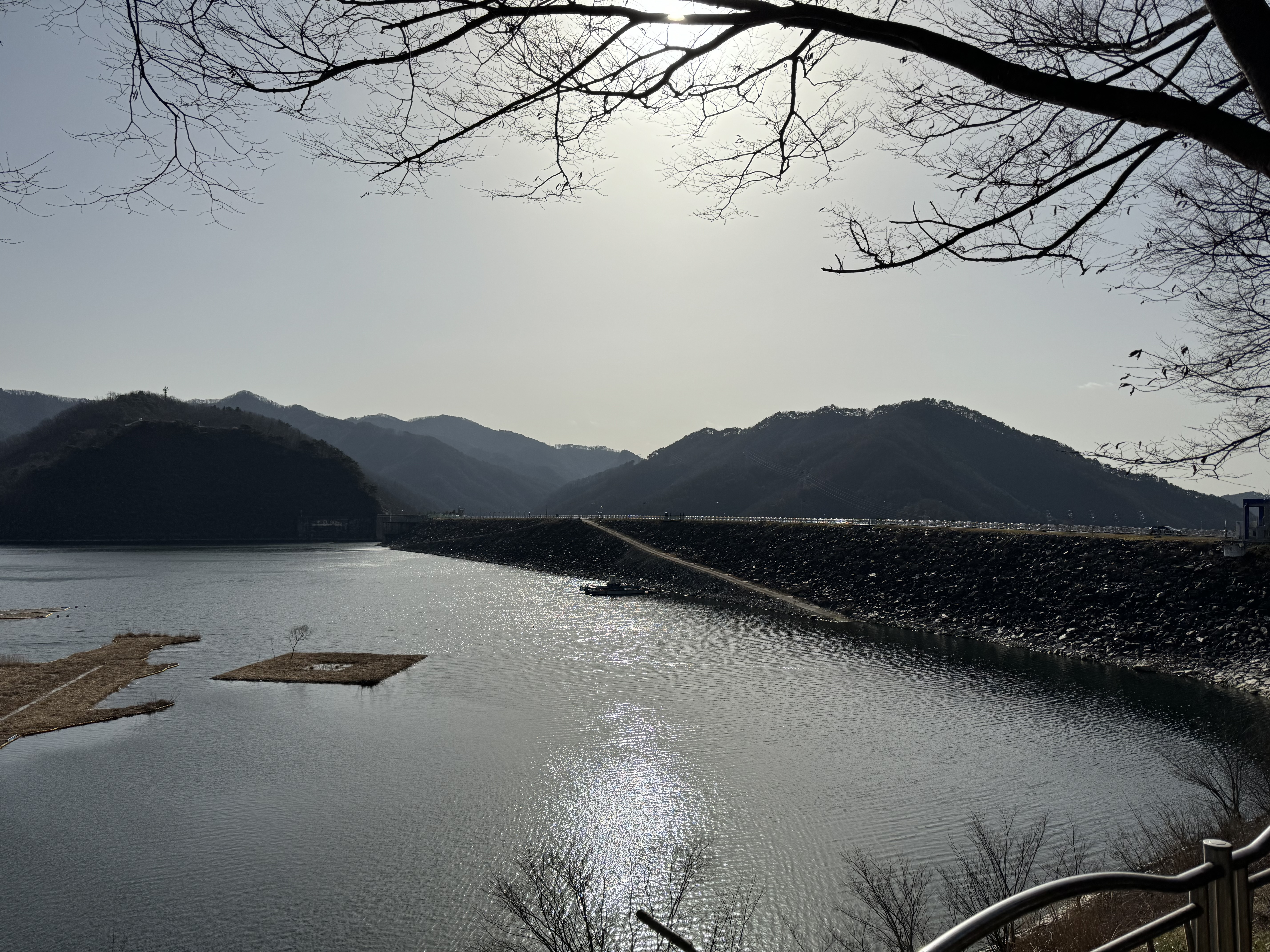
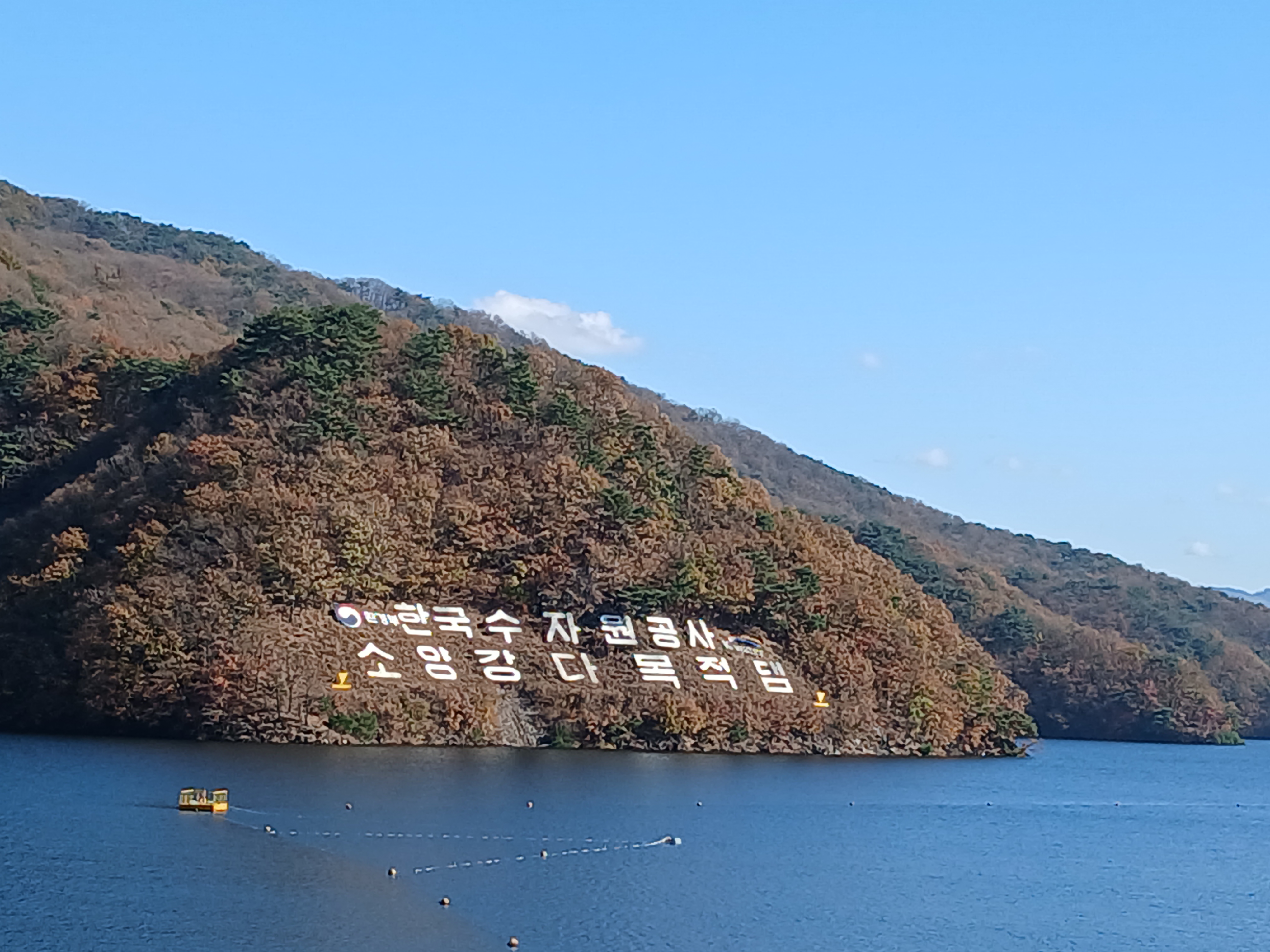
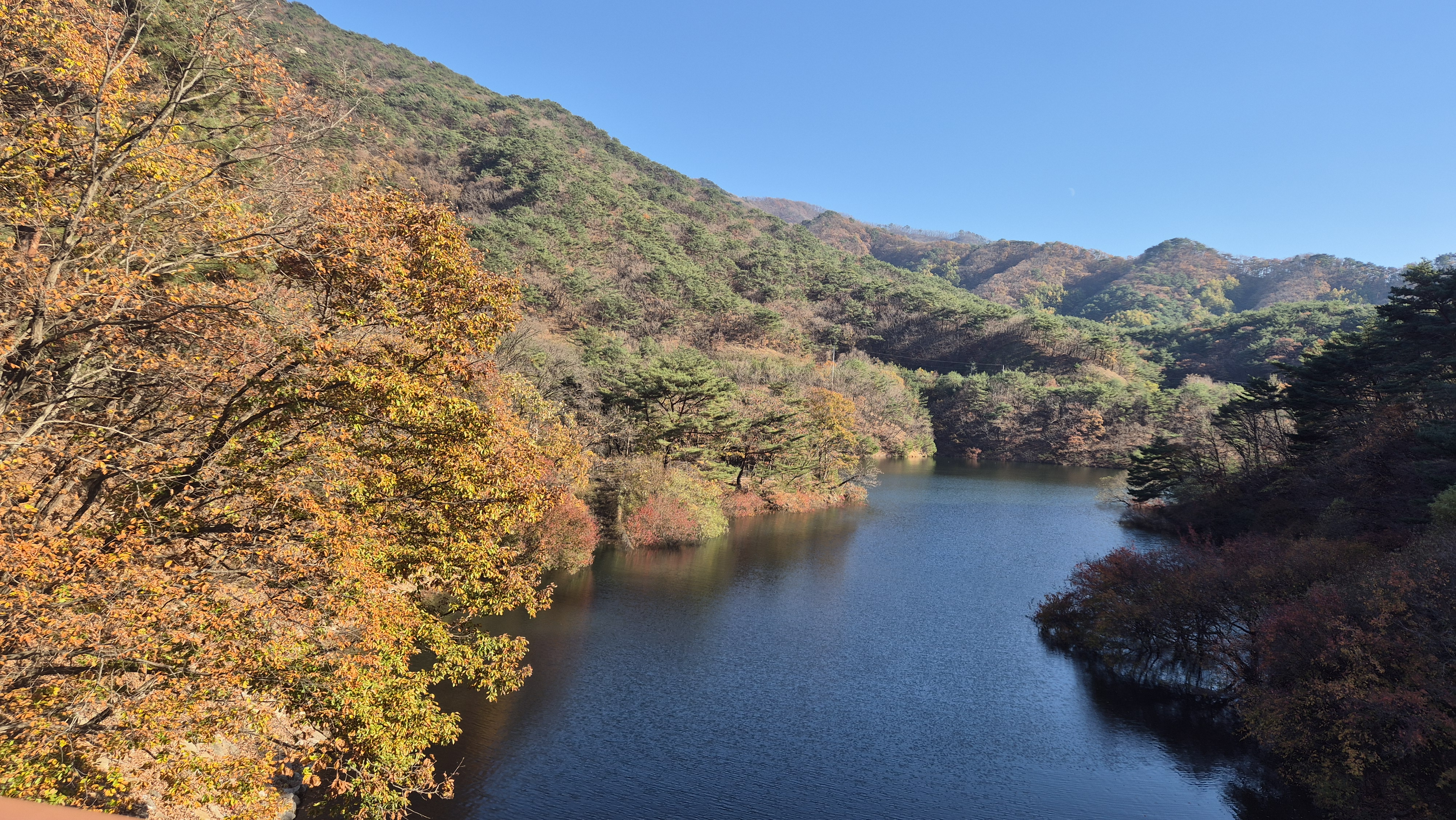

## 관련 사업
- 2024년 수자원공사 한강본부에서 소양호 방제를 위해 통합관리시스템 구축, 오염물질 감시 등의 오염물질 저감사업을 추진한다.[5]
- 2024년 12월, 행정안전부가 소양호 호수둘레에 부교를 설치하는 계획을 승인했다. 당초 호수둘레길을 조성하는 사업이었으나, 이 일대가 생태적인 가치가 있다는 사실이 밝혀짐에 따라 부교 설치를 대안적으로 추진하게 되었다.[6]

## 사건 사고
- 소양호 버스 추락 사고 (1990년)
- 태풍 마이삭과 태풍 하이선으로 인해 소양호에 2만9천여㎥의 거대한 쓰레기섬이 만들어졌다.[7] (2020년)
- 소양호 상류가 가뭄으로 인해 바닥을 드러냈다.[8] (2022년)
- 소양호에서 멸종위기 1급인 귀이빨대칭이가 발견되었다.[9] (2022년)
- 소양호에서 발달장애인 가족이 동반 자살로 추정되는 사고로 숨졌다.[10] (2023년)
- 소양호 상류의 한 계곡에서 거품이 이는 현상이 일어나 조사 끝에 계면활성제가 검출된 것으로 밝혀졌다.[11] (2023년)
- 양구군에서 설치한 대규모 수상 태양광 발전 시설이 춘천시와 소양호를 침범하여 어업에 지장이 발생하였다.[12] (2023년)
- 소양호는 과거 녹조가 거의 없는 것으로 알려져 있었으나, 2023년에 이어 2024년에도 녹조가 발생하였다. 이는 이례적으로 긴 폭염의 영향으로 추정된다.[13] (2024년)

## 같이 보기
- 소양강댐
- 소양강
- 한국의 호수
- 한국의 안개